# Лю Хун (астроном)
Лю Хун (кит. трад. 劉洪, упр. 刘洪, пиньинь Liú Hóng,  130—196) — китайский аристократ, астроном времен империи Восточная Хань.

## Биография
Родился в 130 году. Был родственником правившей в империи Восточная Хань династии, принадлежал к числу дальних потомков императора Цзин-ди. С детства любил научные занятия, особенно увлекся астрономией. О его жизни почти нет сведений. В 160 году получил назначение в Императорскую обсерваторию. Известно, что Лю Хун умер в 196 году.

## Астрономия
В 174—175 годах Лю Хун представил императору две книги по астрономии — «Ци яо шу» («Искусство семи светил») и «Ба юань шу» («Искусство восьми элементов»). До нас они не дошли, известно только, что в них Лю Хун применял некоторые буддистские идеи.
В 178 году вместе с Цай Юном написал «Люй Ли чжи» («Трактат о закономерности календаря»), где были отражены новейшие для того времени астрономические теории. Крупнейшим достижением Лю Хуна была его работа по составлению нового календаря Цяньсян, обнародованного в 206 году. Этот календарь впервые в Китае включал неформальную величину тропического года (365,2462 вместо 365,25 дня) и описывал движение Луны гораздо точнее, чем любой предыдущий китайский календарь: Лю Хун сделал заключение, что Луна, выйдя из точки наибольшего удаления, в которой она имеет наиболее медленное движение, возвращается в эту точку через 27,55336 суток (что отличается от современного значения на 0,00108). Его расчеты дали возможность установить небесную долготу как новолуния, так и полнолуния, а также предсказывать солнечные и лунные затмения. При создании своего календаря Лю Хун проводил измерения длины тени гномона за летнего и зимнего солнцестояния, которые имеют погрешность, не превышающую 1% от действительных значений.